# Epiduralblokade
Epiduralblokade er et lokalbedøvende indgreb, der anvendes f.eks. under en operation eller fødsel. Der placeres et kateter i den nederste del af rygsøjlen mellem de hinder, som omgiver rygmarvskanalen, og der gives et lokalbedøvende middel gennem katetret.
Epidural og spinal bedøvelse er to former for rygbedøvelse, som misvisende kaldes for "rygmarvsbedøvelse", men kanylen eller katetret trænger ikke ind i rygmarven i nogen af tilfældene. Man bedøver primært nerverødderne, er nervebundt der udgår fra rygmarven til et bestemt område af kroppen, men noget af det bedøvende middel trænger muligvis også ind og bedøver selve rygmarven. Alt efter hvor bedøvelsen placeres, bedøves nerverne til dele af underlivet, benene eller brysthulen.

## Ved fødsel
Formålet med blokaden er at skåne den fødende for smerter, men metoden har visse bivirkninger. Fødslen bliver ofte forlænget, hvis der anvendes epiduralblokade, ligesom den fødendes blodtryk oftest falder. Nogle mener desuden at babyen kan være mindre smertelindret under fødslen, fordi moren er kunstigt smertelindret. Der diskuteres en statistisk sammenhæng mellem epiduralblokade og ammevanskeligheder.
Danske fødselslæger er tilbageholdende med at anvende epiduralblokade. I 1999 fik 4% af alle fødende en epiduralblokade.